# Kosaka
Kosaka (jap. 小坂町 Kosaka-machi) – miasto w północnej Japonii, na wyspie Honsiu, w prefekturze Akita, w powiecie Kazuno. Ma powierzchnię 201,70 km². W 2020 r. mieszkało w nim 4780 osób, w 2029 gospodarstwach domowych  (w 2010 r. 6054 osoby, w 2348 gospodarstwach domowych) .

## Historia
Kosaka stanowiła ważny ośrodek przemysłowy w okresie Meiji dzięki produkcji srebra, miedzi i żelaza. Na początku XX wieku była największym producentem srebra w Japonii, a w czasie II wojny światowej była ośrodkiem technologicznym. Kosaka była pierwszym miejscem w Japonii, które zyskało elektryczność i wodociągi. Po drugiej wojnie rola przemysłu w Japonii zaczęła spadać. Populacja Kosaki spadła z około 20 000 w 1950 roku do około 7000 w roku 2007 i spada nadal.

## Geografia

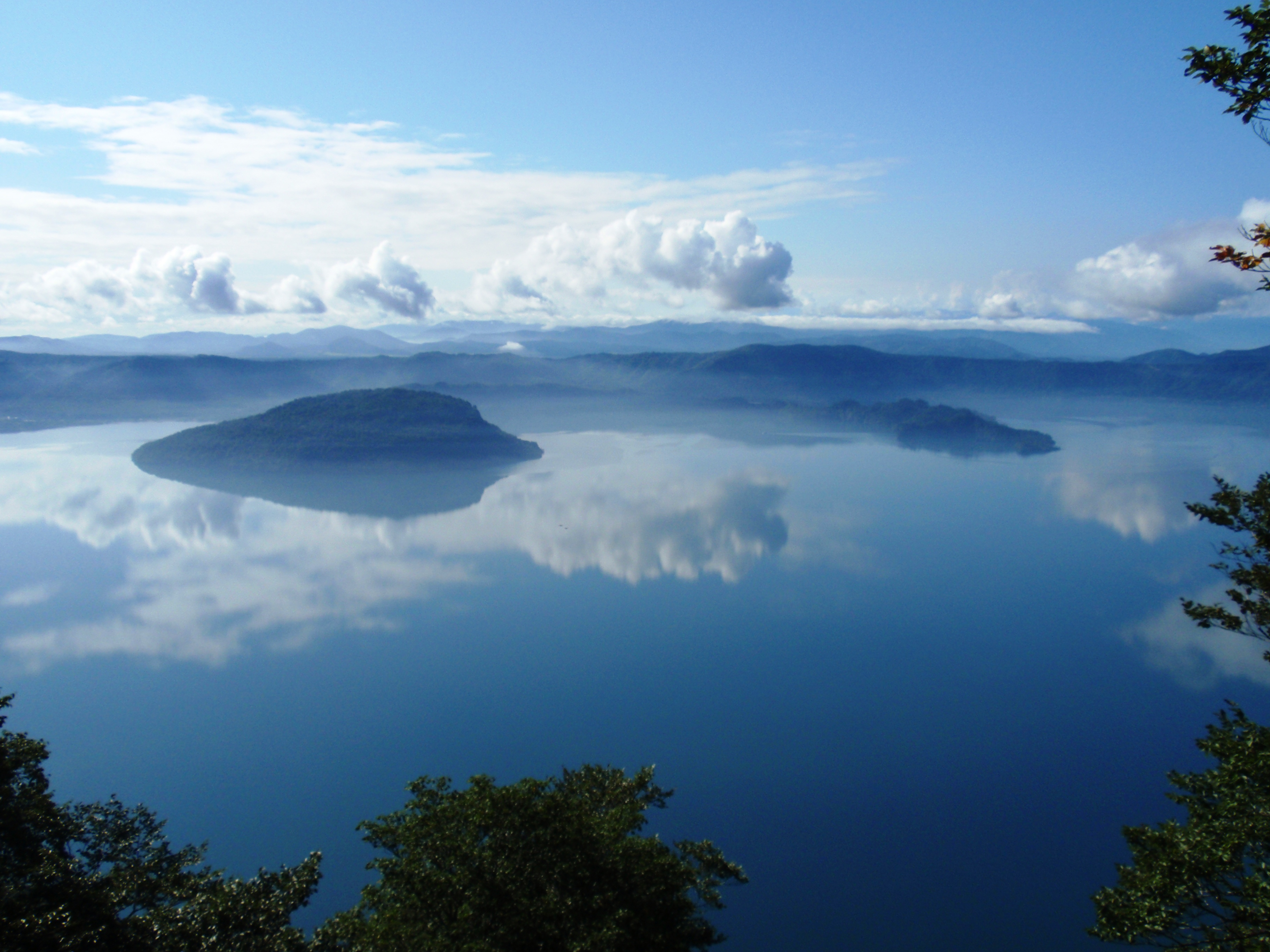
Widok na jezioro Towada z góry Ohanabe

Kosaka leży w północno-wschodnim krańcu prefektury, granicząc od wschodu z prefekturą Iwate, a od północy z prefekturą Aomori i zajmując powierzchnię 201,70 km². Położone jest nad brzegiem jeziora Towada w niewielkiej dolinie. Znaczną część Kosaki stanowią niezamieszkane tereny lasów i gór.
W Kosace brak czynnej stacji kolejowej. Miasteczko ma połączenia autobusowe z Ōdate i Hanawą. Zatrzymują się tu także autobusy dalekobieżne z Morioki i Sendai. Do głównych dróg należą autostrada Tōhoku oraz drogi krajowe: 282 i 454.

Kosaka w prefekturze Akita

## Demografia
| 1995 | 2000 | 2005 | 2010 | 2015 | 2020 |
| ---- | ---- | ---- | ---- | ---- | ---- |
| 7703 | 7171 | 6824 | 6054 | 5339 | 4780 |